# 萝达·伦尼
萝达·伦尼（英語：Rhoda Rennie，1905年5月2日—1963年3月11日），南非女子游泳运动员，主攻自由泳。她曾代表南非参加1928年夏季奥林匹克运动会游泳比赛，获得女子4×100米自由泳接力铜牌。